# Dicropaltum cumbipilosus
Dicropaltum cumbipilosus är en tvåvingeart som först beskrevs av Adisoemarto 1967.  Dicropaltum cumbipilosus ingår i släktet Dicropaltum och familjen rovflugor.
Artens utbredningsområde är Alberta. Inga underarter finns listade i Catalogue of Life.